# Troen, der frelser
|  | Denne artikel er oprettet af botten PalnaBot ud fra en ekstern database. Den kan derfor have sproglige fejl eller mangler. Denne skabelon kan fjernes efter kontrol af indholdet. |

Troen, der frelser er en film fra 1917 instrueret af Alexander Christian efter manuskript af Aage Barfoed.